# تحويلة مرورية

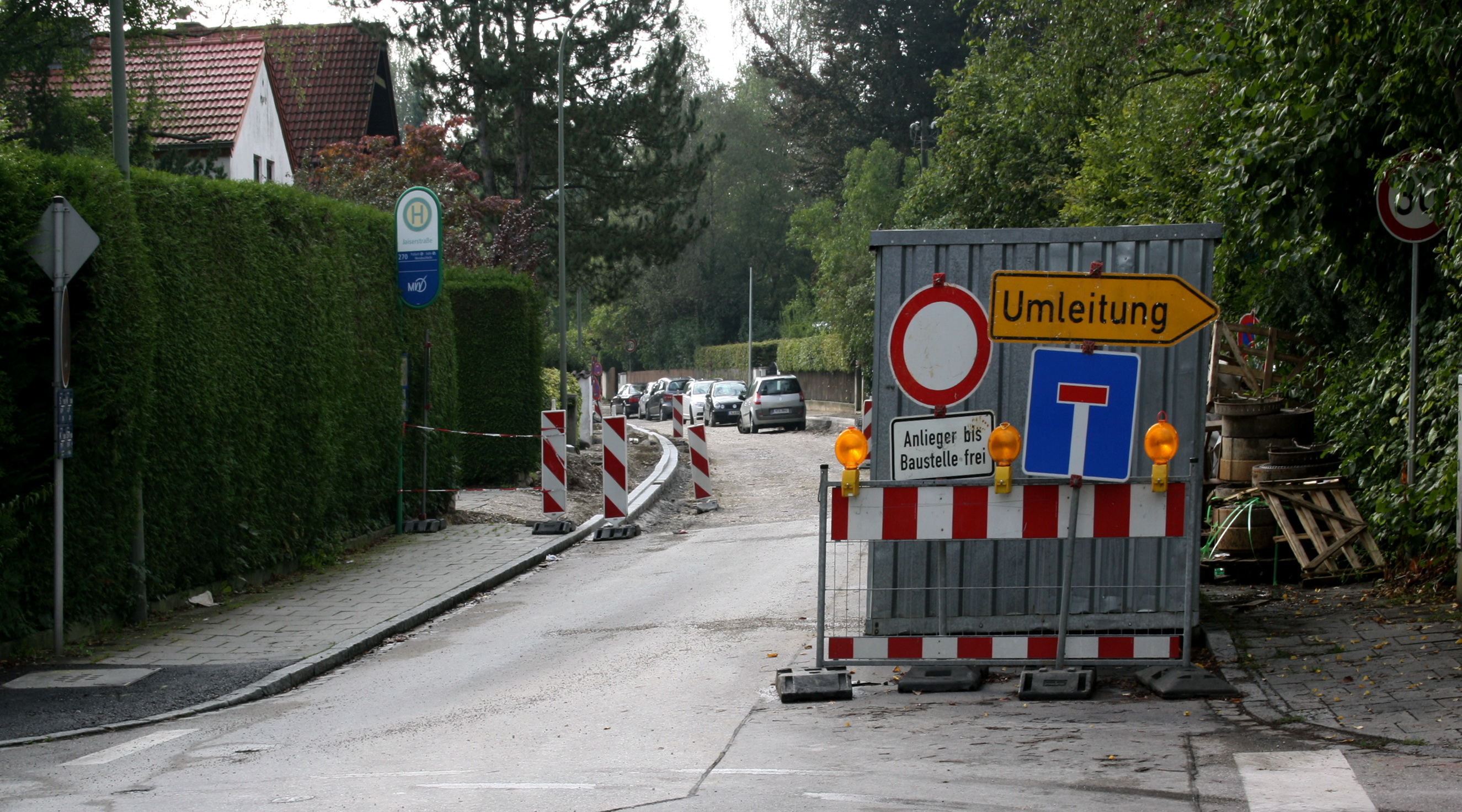

التحويلة المرورية أو العَطْفَة إجراء مؤقت عادة يُرمز إليه بلوافت خاصة تُبيّن للمارة (سواء كانوا راجلين أو راكبين) طريقا بديلا يتفادى عائقا ما، مثلا منطقة عمل (من إصلاحات أو إنشاءات) أو حادثة مرورية أو نحوه...